# الكسندر فورست
الكسندر فورست (بالإنجليزية: Alexander Forrest)‏ هو مستكشف أسترالي، ولد في 22 سبتمبر 1849 في بانباري في أستراليا، وتوفي في 20 يونيو 1901 في برث في أستراليا.